# 한국PIM
한국PIM 주식회사(영어: PIM Korea)는 대한민국 국내 자동차 산업을 위한 MIM, 원심 주조 및 가공 제품을 제조 및 공급하는 업체이다. 회사명의 PIM은 (Powder Injection Molding : 분말사출성형)의 앞글자이다.

## 연혁
- 2001년 4월 14일: 회사 설립
- 2023년 코넥스 시장에 상장[3]
- 2025년 4월 4일 코스닥 시장으로 이전 상장[4]

## 제품
자동차 부품인 터보차저(과급기), 듀얼 클러치 변속기(DCT) 스마트워치 부품, 임플란트 부품 등을 제작한다. 2024년 3분기 기준, 자동차 부품 매출 비중이 85.20%이다. 티타늄 적용 MIM 기술을 바탕으로 휴머노이드 로봇 감속기 관련 기술을 고도화하는 한 편 글로벌 완성차 기업 ‘A사’와 물류로봇용 감속기 소재를 공동 개발 중에 있다.

## 본점 및 지점 현황
- 본사: 대구광역시 달성군 다사읍 세천로8길 26
- 경산1공장: 경상북도 경산시 진량읍 일연로115길 21
- 경산2공장: 경상북도 경산시 진량읍 일연로 502-13
- 베트남 지사: 베트남 하노이 남딘시

## 유사 기업
- CTR모빌리티
- 파인엠텍